# Antoni Pavoni
Antoni Pavoni (ur. 1325 w Savigliano, zm. 9 kwietnia 1374 w Bricherasio) – włoski dominikanin (OP), męczennik chrześcijański i błogosławiony Kościoła katolickiego.
Antoni Pavoni urodził się w 1325 roku. Wstąpił do zakonu dominikanów, a w 1365 roku został mianowany inkwizytorem Piemontu. Dwukrotnie (w 1368 i 1372) był przeorem konwentu w Savigliano. 9 kwietnia 1374 roku po wygłoszeniu mszy świętej w parafii został zaatakowany przez heretyków i zabity.
Został uznany za męczennika, wraz z Piotrem z Ruffii, przez papieża Grzegorza XI w 1375 a beatyfikował go Pius IX przez zatwierdzenie kultu 4 grudnia 1856 roku.